# Commonwealth Kangaroo
Die Commonwealth Kangaroo (Werksbezeichnung: CA-15) war ein Prototyp eines australischen Jagdflugzeugs.

## Geschichte
Die Entwicklung der Kangaroo begann im Jahre 1943 aufgrund einer Forderung der RAAF nach einem neuen Hochleistungsjäger. Man orientierte sich dabei an der amerikanischen North American P-51.
Ursprünglich war als Triebwerk der luftgekühlte Sternmotor Pratt & Whitney R-2800 geplant, aber Anfang 1945 wurde das Projekt auf den wassergekühlten V-12-Motor Rolls-Royce Griffon umgestellt, nachdem sich Lieferprobleme beim R-2800 abzeichneten.
Beim Erstflug zeigte der Prototyp (A61-1001) gute Flugleistungen, allerdings erschwerte das hohe Drehmoment den Start. Wegen eines Hydraulikfehlers wurde die Kangaroo am 10. Dezember 1946 bei der Landung schwer beschädigt. Erst Anfang 1948 wurde sie repariert und weitere Testflüge durchgeführt. Am 25. Mai 1948 erreichte sie im Sturzflug eine Geschwindigkeit von ca. 803 km/h.
Im Jahr 1950 wurde das Projekt endgültig eingestellt, da die Kangaroo als veraltet galt und die Gloster Meteor und die de Havilland DH.100 Vampire ihren Platz eingenommen hatten.

## Technische Daten

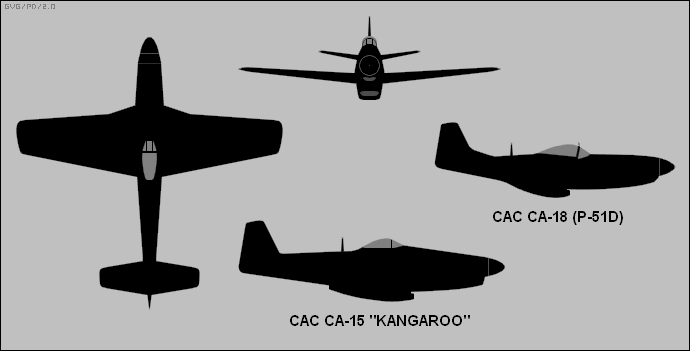
Kangaroo und P-51D im Vergleich

| Kenngröße             | Daten                                                    |
| --------------------- | -------------------------------------------------------- |
| Besatzung             | 1                                                        |
| Länge                 | 11,03 m                                                  |
| Spannweite            | 10,97 m                                                  |
| Höhe                  | 4,34 m                                                   |
| Flügelfläche          | 23,5 m²                                                  |
| Flügelstreckung       | 5,1                                                      |
| Leermasse             | 3.420 kg                                                 |
| max. Startmasse       | 5.597 kg                                                 |
| Höchstgeschwindigkeit | 720 km/h                                                 |
| Gipfelhöhe            | ca. 11.900 m                                             |
| Steigrate             | ca. 25 m/s                                               |
| Reichweite            | 1.870 km                                                 |
| Triebwerk             | ein Rolls-Royce Griffon 61, 1.719 kW (2.337 PS)          |
| Bewaffnung            | sechs 12,7-mm-Maschinengewehre, bis zu 907 kg Waffenlast |